# Бряг на скелетите
Брега на скелетите (на английски: Skeleton Coast; на португалски: Costa dos Esqueletos) се нарича северната част на атлантическото крайбрежие на Намибия в участъка южно от устието на река Кунене при границата с Ангола до устието на река Свакоп при Свакопмунд. Понякога името се използва и за вътрешността на пустинята Намиб. Бушмените наричат това място с израза „Земята създадена от бог, когато той бил ядосан“, а португалските мореплаватели са го наричали „Вратите към ада“.

## Описание
Океанското течение, наречено Бенгела, преминава от юг на север край бреговете на Намибия. Поради студените антарктически води, които то носи, въздухът в района се охлажда и се образуват мъгли, които почти не се вдигат през цялата година. Вследствие на гъстите мъгли, мощните прибои, непостоянните течения, а не на последно място и големия брой китове, корабоплаването в района е изключително опасно. От стотици години тук са ставали множество корабокрушения. Останките от такива кораби са честа гледка по протежението на брега. Гледката допълнително се обогатява от костите на китовете, изхвърлени на брега. Някои от корабите лежат на около 50 метра от брега. Причината за това е, че пустинните ветрове навяват пясък в океана като така изместват брега на запад. Спасителните лодки лесно могат да пресекат линията на прибоя и да акостират на брега, но обратното им връщане е невъзможно, поради изключително силния прибой. Корабокрушенците, които са имали късмета да оцелеят, практически се оказват в капан. Брегът, на който те пристигат, е едно от най-сухите и неблагоприятни за живот пустинни места в света. Най-близките населени места и източници на прясна вода са на стотици километри от тук. Фактически те не са имали никакъв шанс за оцеляване и умирали. Поради тази причина брегът получава зловещото си име.
В геологическо отношение по-голямата част на брега е една от най-старите земни повърхности и е на възраст от около 1,5 милиарда години. Повърхността му е равнинна като южната му част е покрита предимно от каменна пустиня, а на север от залива Тора Бей гледката преминава във високи пясъчни дюни.
Южната част на брега на скелетите влиза в туристическата зона на западното крайбрежие. Богатият на риба океан привлича голям брой рибари, които повечето пъти организират големи рибарски лагери. Участъкът северно от залива Тора Бей до границата с Ангола е включен в национален парк Skeleton Coast National Park и достъпът да него е ограничен.

## Природа
Богатото на риба крайбрежие привлича не само хора. Големи колонии южноафрикански тюлени живеят по протежението на атлантическия бряг. Броят им е повече от 100 000. Единствено колонията живееща на нос Кейп Крос е разрешена за посещение от туристи. Въпреки изключително враждебната среда за живот на Брега на скелетите се срещат и много видове сухоземни бозайници. Животни като крайбрежната хиена, чакала, а също и лъвове се прехранват от колониите на тюлените. Те се хранят с отслабнали и млади, а често и мъртви тюлени. Други бозайници като слонове, носорози, зебри, антилопи и други не зависят от тюлените. Те обитават редките оазиси и местата около пресъхналите речни корита, които се пълнят веднъж на няколко години. Типични представители на местната фауна са растенията реликти Welwitschia mirabilis и Acanthosicyos horridus.
Растенията и животните тук са се специализирали да използват влагата от росата, която пада сутринта. Такива са лишеите, които са повече от сто вида и се срещат в равнините и западните склонове на възвишенията. Среща се и специфичен вид комари, който се храни с продуктите от гниенето на растения и животни. Бръмбарът Onymacris unguicularis използва влагата, като кондензира капки вода по тялото си.
Феномен на Брега на скелетите представляват и пустинните слонове. Те станали легендарни поради това, че на подобно изключително сурово място за живот местните жители споменавали, че са наблюдавали слонове. Учените отричали дълго време това твърдение поради факта, че такова огромно животно е почти невъзможно да оцелее и живее при подобни условия. Истината за съществуването на пустинните слонове излязла наяве благодарение на операторите и природоизследователи Десом и Джен Барлетами. В резултат на десетгодишен труд те изследвали живота на пустинните слонове, който протича изключително и само в пустинята. Двамата оператори документират начина им на живот и особеностите на поведението им, което не е характерно за слоновете, живеещи на други места.

## Национален парк „Бряг на скелетите“
Северната част на брега между устието на река Угаб и протежението му до Ангола при река Кунене е обявена за национален парк Skeleton Coast National Park. Площта му е 16000 km² и се управлява от Министерството на околната среда и туризма. Територията на парка е разделена на две зони северна и южна. Достъпът на туристи до южната част в участъка между реките Угаб и Хоаниб е напълно свободен, докато в северната посещенията са строго ограничени. Туристически групи влизат дотук само с лицензиран туроператор, придържат се към строго определени условия на пребиваване без да изкарат нощта на посетеното от тях място.
Входът в националния парк, който е на няколко километра преди река Угаб веднага започва с естествена природна забележителност. На това място реката е прорязала мраморните и доломитовите скали като е образувала дълбок извит каньон. От устието на реката на север до Тора бей брега представлява 100 километрова еднообразна пустиня. От Тора Бей на север пейзажа на брега преминава във високи пясъчни дюни.
В края на река Гуаб е останало на произвола съоръжение използвано от нефтодобивната промишленост. Днес то е място, където гнездят капски корморани. На няколко километра на север от Тора Бей на брега лежи разбития корпус на кораба Atlantic Pride, а недалеко от там се намира каньон, чиято река е прорязала ярко оцветени скали. Тук се е образувал и единствения водопад в пустинята. На север близо до вливането на река Гоарусиб се среща още една природна забележителност, която не може да се види с просто око, но може да се чуе. Това е т.нар. феномен „Ревящите дюни Терас Бей“. Дюните са образувани от особен пясък, който при определена сила и направление на вятъра се чува характерен грохот. Ревът на дюните наподобява звук на работещ самолетен двигател и може да се чуе от няколко километра.